# Nízkoenergetický dům

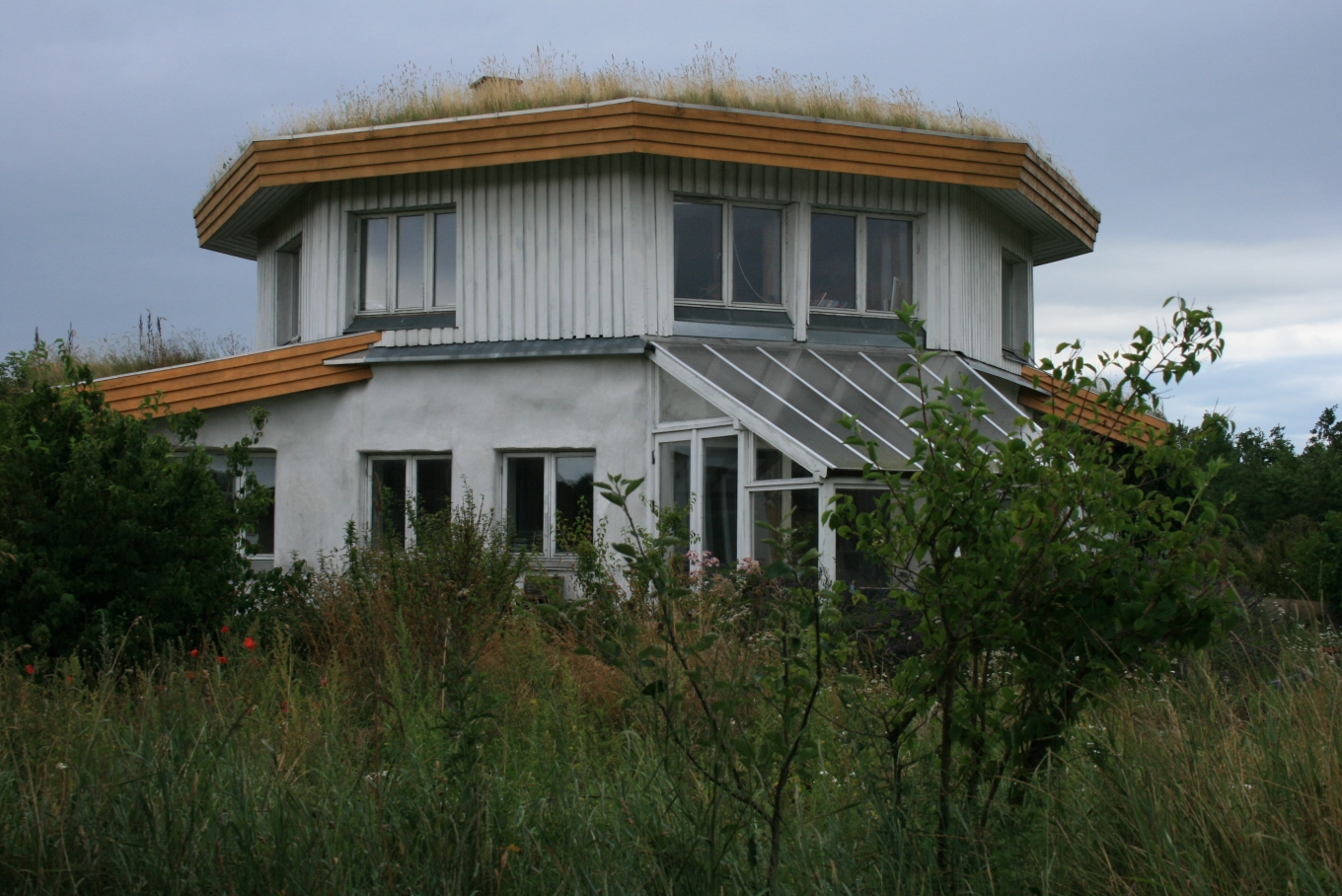
Nízkoenergetický dům v Dánsku

Nízkoenergetický dům je běžná stavba, která má spotřebu energie na vytápění v rozmezí 15–50 kWh/m² za rok. Dosahuje se toho kvalitním návrhem a provedením stavebních postupů především bez tepelných mostů. Izolační schopnosti objektu jsou dimenzovány podle doporučených hodnot normy ČSN 73 0540 „Tepelná ochrana budov“. Cirkulace vzduchu může být i řízená a využívat případně rekuperaci tepla.